# Odynerus lateralis
Odynerus lateralis är en stekelart. Odynerus lateralis ingår i släktet lergetingar, och familjen Eumenidae.

## Underarter
Arten delas in i följande underarter:
- O. l. lateropictus
- O. l. rhodesiensis
- O. l. paolii